# 5 Dywizja Zapasowa (Węgry)
5 Dywizja Zapasowa – jedna z węgierskich formacji rezerwowych z czasów II wojny światowej. Utworzona w 1944, w listopadzie tego roku rozwiązana.

## Skład
- 3 pułki piechoty uzupełnień
- batalion artylerii uzupełnień
- kompania saperów uzupełnień
- mieszana kompania łączności uzupełnień
- kompania

## Dowódcy dywizji
- gen. major Imre Kálmán
- gen. brygadier László Miskey